# ويل نيفيس
ويل نيفيس (بالإنجليزية: Wil Nieves)‏ هو لاعب كرة قاعدة أمريكي، ولد في 25 سبتمبر 1977 في سان خوان في الولايات المتحدة.

## وصلات خارجية
- ويل نيفيس على موقع دوري كرة القاعدة الرئيسي (الإنجليزية)
- ويل نيفيس على موقعبيزبول رفرنس.كوم (الدوري الرئيسي) (الإنجليزية)
- ويل نيفيس على موقعبيزبول رفرنس.كوم (الدوري الثانوي) (الإنجليزية)
- ويل نيفيس على موقع إي إس بي إن.كوم (أم.أل.بي) (الإنجليزية)
- ويل نيفيس على موقع مشجعي الرسوم البيانية (الإنجليزية)